# 袁湯
袁 湯（えん とう、生没年不詳）は、後漢の政治家。字は仲河。豫州汝南郡汝陽県（現在の河南省周口市商水県）の人。

## 経歴
袁京（袁安の子）の子として生まれた。若くして家学である『孟氏易』を伝授された。顕位を歴任して太僕に上った。146年（本初元年）閏月、司空となった。梁冀に協力して、桓帝擁立の議論に参与したことから、安国亭侯に封じられた。147年（建和元年）10月、司徒に転じた。149年（建和3年）10月、太尉に転じた。153年（永興元年）10月、災異のため太尉から免官された。後に死去した。諡は康侯といった。

## 子女
袁湯が86歳のとき、男子が12人いたという。
- 袁平（早逝）
- 袁成（左中郎将、早逝）
- 袁逢（後嗣）
- 袁隗

## 伝記資料
- 『後漢書』巻45 列伝第35